# Stenopogon cinchonaensis
Stenopogon cinchonaensis là một loài ruồi trong họ Asilidae. Stenopogon cinchonaensis được Joseph & Parui miêu tả năm 1997. Loài này phân bố ở miền Ấn Độ - Mã Lai.